# Difusión léxica
Difusión léxica es uno de los mecanismos del cambio lingüístico.
La teoría de la difusión léxica insiste en que durante la extensión de cualquier cambio algunas palabras se ven afectadas antes que otras, o, mirando el proceso desde otro ángulo, algunas palabras son más resistentes que otras a cambiar.
Esta difusión diferencial del cambio fónico se ha puesto de manifiesto al menos desde la publicación del Atlas linguistique de la France (ALF 1903-10); los mapas de Jaberg (1959), basados en el ALF, muestran el modo en que, a principios del siglo XX, el cambio mediante el cual /k/ (en los descendientes de las palabras latinas que contenían CA- inicial, como CANTARE, CANDELA, CAMPU) fue reemplazado por /ʃ/ (francés estándar chanter, chandelle, champ, etc.), en el noreste y el sur de Francia, ha alcanzado una extensión diferente en el caso de cada palabra estudiada. Es evidente que el ritmo de avance es más rápido en las palabras que se asocian con asuntos suprarregionales y menos rápido en el caso de las palabras relacionadas con estilos de vida locales, como los nombres de las herramientas y las labores del campo. 
Esta difusión léxica es evidente también en el español.